# Mario Giarrusso
Pour l’article homonyme, voir Dino Giarrusso.
 (mars 2020).
 (mars 2020).
Si vous disposez d'ouvrages ou d'articles de référence ou si vous connaissez des sites web de qualité traitant du thème abordé ici, merci de compléter l'article en donnant les références utiles à sa vérifiabilité et en les liant à la section « Notes et références ».
Mario Michele Giarrusso (né à Catane le 25 février 1965) est un homme politique italien. Depuis 2013, il est sénateur pour le parti Mouvement 5 étoiles.

## Biographie
Après avoir étudié à la Faculté de droit de l'Université de Catane, il s'inscrit en 1998 dans l'ordre des avocats de Catane et depuis lors, il exerce la profession d'avocat.
À la fin des années 1980, il est l'un des fondateurs du parti politique « La Rete », pour lequel il est candidat à la Chambre aux élections politiques de 1992, dans le district de Catane-Messine-Syracuse-Raguse-Enna. Il n'est pas élu.
Après la mort du juge Antonino Caponnetto, il collabore à la création de la fondation qui porte son nom, dont il est le principal interlocuteur en Sicile. Avec la Fondation Antonino Caponnetto, il s'occupe de la lutte contre la mafia et pour la légalité. 
Il est l'orateur du premier stage de formation sur la lutte contre la mafia organisé par le gouvernement de Saint-Marin. 
Au nom de la Fondation Caponnetto et en collaboration avec le juge Pier Luigi Vigna, il prépare une série de règles anti-mafia avec lesquelles le délit d'association criminelle de type mafieux est introduit dans le code pénal de Saint-Marin.  
Il est un des fondateurs de l'association sicilienne zéro déchet. Il est l'avocat des groupes de citoyens qui s'opposent au projet du terminal méthanier Priolo / Melilli.
En 2008, il se porte candidat à la liste Amis de Beppe Grillo lors des élections régionales siciliennes dans les collèges de la province de Catane, obtenant 255 voix. 
Aux élections politiques de 2013, il est élu sénateur de la XVII législature de la République italienne dans la circonscription de Sicile avec le parti Mouvement 5 étoiles.
En 2017, pour son activité parlementaire exercée à la XVIIe législature, de la Seconde Commission de justice du Sénat et à la Commission parlementaire anti-mafia, il est défini comme « dangereux » par le patron de la mafia Giuseppe Graviano. 
En 2017, il publie le livre, Le vote d'échange politique de la mafia, chez Armando Editore. 
Il est réélu sénateur aux élections politiques de 2018 . 
En 2019, il présente le projet de loi relatif à la modification radicale de l'article 416 ter du code pénal. La « loi Giarrusso », qui modifie en profondeur le crime de vote pour les échanges politiques mafieux et augmente les peines, a été promulguée le 21 mai 2019 et est entrée en vigueur le 11 juin 2019. 
En décembre 2019, il est parmi les premiers signataires du référendum sur la suppression des parlementaires après avoir voté quelques mois plus tôt en faveur de la réforme constitutionnelle, mais il retiré ensuite sa signature.  

## Controverses
À la suite d'une déclaration publiée en 2015 sur le blog de Beppe Grillo, il est poursuivi par la députée Maria Gaetana Greco du PD (Parti démocrate), sur le fait que Giarrusso avait accusé de « contiguïté avec les cercles de la mafia ». 
Pour le procès de juillet 2016, Giarrusso a demandé au Conseil du Sénat de lui accorder l'immunité parlementaire et à l'appui de ses motifs, il a initialement déposé des mémoires de défense pour obtenir l'immunité sur ce qui était publié sur le blog. Par la suite, à la suite de la controverse née de sa décision, Giarrusso a demandé aux parlementaires de son groupe de voter contre l'incontestabilité qui lui permet de renoncer à l'immunité. 